# 山本英雄 (空手家)
山本 英雄（やまもと ひでお、1955年（昭和30年）8月6日 - ）は、日本の空手家。岡山県津山市出身。岡山県作陽高等学校－国士舘大学卒。
全日本空手道連盟ナショナルチーム監督、全日本空手道連盟（JKF）理事、国士舘大学空手道部師範を歴任。

## 経歴
- 1983年（昭和58年）第4回 IAKF世界大会（エジプト・カイロ）組手の部優勝[1]
- 同年 第26回 全国空手道選手権大会優勝[2]
- 1984年（昭和59年）第27回 同大会優勝[2]

## 受賞歴
- 文部科学省優秀選手・指導者に対する顕彰
  - 2005年（平成17年）― 第17回世界空手道選手権大会（モンテレー・メキシコ）空手道女子個人戦組手競技53キログラム1位 荒賀知子選手の指導者として[3]
- 文部科学省国際競技大会優秀者等表彰
  - 2006年（平成18年）― 第6回世界ジュニア&カデット21アンダー空手道選手権大会（モロッコ）吉田直之選手の指導者として[4]